# 小多魔若史
小多魔若史（おたまじゃくし、1952年 - ）は、日本の漫画家。東京都出身。別名義に山本さむ、青森みんと。

## 来歴
柳沢きみおのアシスタントをしながら『週刊少年ジャンプ』に山本いさむ名義でデビューするが、制約が多い少年漫画の仕事に嫌気が差し、1976年、『快楽セブン』掲載の「私困ります」でエロ漫画家として再デビューする。主に痴漢物を執筆しながら「痴漢評論家」を名乗り様々な媒体に出演。男優としても浜野佐知のピンク映画作品に出演している。

## 作品

### 漫画
- おしゃぶり天使（1980年、JOYコミックス、サン出版）
- おまんた音頭（JOYコミックス、サン出版）
- 制服うりうり娘（JOYコミックス、サン出版）
- いちごシェイク（エース・ファイブ・コミックス、松文館）
- いちご倶楽部（1989年、ＬＥ・コミックス、東京三世社）

### エッセイ
- 痴漢日記（1994年、ベストブック）
- 痴漢の百科（1998年、データハウス）
- 痴態覗き悦楽記（2000年、河出書房新社）
- のぞき日記
- 痴漢告白書

### 写真集
- ザ・盗写 スカートの中のエロスたち（1989年、ミリオン出版）

### 出演

#### 映画
- 痴漢電車　ミニスカートに御用心（浜野佐知監督、1988年、新東宝映画） - 原案も。